# Ewa Swoboda
Ewa Nikola Swoboda (ur. 26 lipca 1997 w Żorach) – polska lekkoatletka, specjalizująca się w biegach sprinterskich, olimpijka.

## Kariera sportowa
W 2015 została mistrzynią Europy juniorów w Eskilstunie podczas biegu na 100 metrów (11,52), czwartą zawodniczką na tym samym dystansie podczas mistrzostw świata juniorów młodszych w Doniecku (2013) oraz piątą, również na 100 metrów, podczas mistrzostw świata juniorów w Eugene (2014). Miesiąc później uzyskała najlepszy czas eliminacji w biegu na 100 metrów (11,30) podczas igrzysk olimpijskich młodzieży w chińskim Nankinie, lecz w biegu finałowym popełniła falstart i została zdyskwalifikowana.
W 2016 została wicemistrzynią świata juniorek w biegu na 100 metrów, natomiast w 2017 zdobyła pierwszy w karierze medal na seniorskiej imprezie – podczas halowych mistrzostw Europy w Belgradzie zdobyła srebrny medal po tym, jak zdyskwalifikowano za doping Ukrainkę Ołesię Powch. W 2019 została halową mistrzynią Europy w biegu na 60 m, wcześniej wygrała klasyfikację IAAF World Indoor Tour na tym dystansie.
Złota medalistka mistrzostw Polski w juniorskich kategoriach wiekowych na stadionie i w hali. Halowa mistrzyni Polski seniorek na 60 metrów (2015, 2017, 2018, 2019 i 2021). Złota medalistka mistrzostw Polski seniorek w biegu na 100 metrów (2016, 2017 i 2018).
W 2013 czterokrotnie poprawiała rekord Polski juniorek młodszych w biegu na 100 metrów (od 11,69 do 11,54). Rok później poprawiała ten rezultat trzykrotnie uzyskując 11,45, 11,42 oraz 11,30 (wyrównany, a następnie poprawiony rekord Polski juniorek Ewy Kłobukowskiej). W 2016 wynikiem 7,13 s ustanowiła nowy halowy rekord Polski w biegu na 60 m, poprawiając 30-letni rekord Ewy Pisiewicz o 0,05 s. 12 lutego 2016 podczas mityngu Copernicus Cup w Toruniu uzyskała wynik 7,07 ustanawiając nowy halowy rekord kraju oraz rekord świata juniorek. Rezultatem tym wyrównała także najlepszy wynik na listach światowych należący do Dafne Schippers, która jednak już dzień później poprawiła swój rezultat na 7,00.
Jako jedyna reprezentantka Polski wypełniła minimum indywidualne na dystansie 100 m uzyskując czas 11,07 sekundy, dające jej kwalifikację na Letnie Igrzyska Olimpijskie 2020. Z powodu kontuzji zrezygnowała jednak z uczestnictwa w igrzyskach.
W 2024 roku ustanowiła w biegu na 60 metrów najlepszy w sezonie czas na świecie podczas mityngu Orlen Copernicus Cup w Toruniu. Polka, która przed zawodami legitymowała się już najlepszym wynikiem w tym roku (7,04 s), pobiegła jeszcze szybciej, pokonując dystans w czasie 7,01 s.

## Osiągnięcia
| Rok  | Impreza                                               | Miejsce        | Konkurencja        | Lokata     | Wynik |
| ---- | ----------------------------------------------------- | -------------- | ------------------ | ---------- | ----- |
| 2013 | Mistrzostwa świata juniorów młodszych                 | Donieck        | bieg na 100 m      | 4. miejsce | 11,61 |
| 2014 | Kwalifikacje Europy do igrzysk olimpijskich młodzieży | Baku           | bieg na 100 m      | 1. miejsce | 11,66 |
| 2014 | Kwalifikacje Europy do igrzysk olimpijskich młodzieży | Baku           | bieg na 200 m      | 2. miejsce | 23,88 |
| 2014 | Mistrzostwa świata juniorów                           | Eugene         | bieg na 100 m      | 5. miejsce | 11,59 |
| 2014 | Igrzyska olimpijskie młodzieży                        | Nankin         | bieg na 100 m      | –          | DQ    |
| 2015 | Halowe mistrzostwa Europy                             | Praga          | bieg na 60 m       | 8. miejsce | 7,20  |
| 2015 | Drużynowe mistrzostwa Europy                          | Czeboksary     | bieg na 100 m      | 3. miejsce | 11,48 |
| 2015 | Drużynowe mistrzostwa Europy                          | Czeboksary     | sztafeta 4 × 100 m | 4. miejsce | 43,28 |
| 2015 | Mistrzostwa Europy juniorów                           | Eskilstuna     | bieg na 100 m      | 1. miejsce | 11,52 |
| 2015 | Mistrzostwa Europy juniorów                           | Eskilstuna     | sztafeta 4 × 100 m | 2. miejsce | 45,28 |
| 2016 | Mistrzostwa Europy                                    | Amsterdam      | sztafeta 4 × 100 m | 7. miejsce | 43,24 |
| 2016 | Mistrzostwa świata juniorów                           | Bydgoszcz      | bieg na 100 m      | 2. miejsce | 11,12 |
| 2016 | Mistrzostwa świata juniorów                           | Bydgoszcz      | sztafeta 4 × 100 m | 4. miejsce | 44,81 |
| 2016 | Igrzyska olimpijskie                                  | Rio de Janeiro | bieg na 100 m      | półfinał   | 11,18 |
| 2016 | Igrzyska olimpijskie                                  | Rio de Janeiro | sztafeta 4 × 100 m | eliminacje | 43,33 |
| 2017 | Halowe mistrzostwa Europy                             | Belgrad        | bieg na 60 m       | 2. miejsce | 7,10  |
| 2017 | Superliga drużynowych mistrzostw Europy               | Lille          | bieg na 100 m      | –          | DQ    |
| 2017 | Superliga drużynowych mistrzostw Europy               | Lille          | sztafeta 4 × 100 m | 2. miejsce | 43,07 |
| 2017 | Młodzieżowe mistrzostwa Europy                        | Bydgoszcz      | bieg na 100 m      | 1. miejsce | 11,42 |
| 2017 | Młodzieżowe mistrzostwa Europy                        | Bydgoszcz      | sztafeta 4 × 100 m | 4. miejsce | 44,21 |
| 2017 | Mistrzostwa świata                                    | Londyn         | bieg na 100 m      | półfinał   | 11,35 |
| 2018 | Halowe mistrzostwa świata                             | Birmingham     | bieg na 60 m       | półfinał   | 7,25  |
| 2018 | Mistrzostwa Europy                                    | Berlin         | bieg na 100 m      | półfinał   | 11,30 |
| 2018 | Mistrzostwa Europy                                    | Berlin         | sztafeta 4 × 100 m | 6. miejsce | 43,34 |
| 2019 | Halowe mistrzostwa Europy                             | Glasgow        | bieg na 60 m       | 1. miejsce | 7,09  |
| 2019 | Młodzieżowe mistrzostwa Europy                        | Gävle          | bieg na 100 m      | 1. miejsce | 11,15 |
| 2019 | Młodzieżowe mistrzostwa Europy                        | Gävle          | sztafeta 4 × 100 m | 3. miejsce | 44,08 |
| 2019 | Superliga drużynowych mistrzostw Europy               | Bydgoszcz      | bieg na 100 m      | 3. miejsce | 11,35 |
| 2019 | Superliga drużynowych mistrzostw Europy               | Bydgoszcz      | sztafeta 4 × 100 m | 6. miejsce | 44,23 |
| 2019 | Mistrzostwa świata                                    | Doha           | bieg na 100 m      | półfinał   | 11,27 |
| 2022 | Halowe mistrzostwa świata                             | Belgrad        | bieg na 60 m       | 4. miejsce | 7,04  |
| 2022 | Mistrzostwa świata                                    | Eugene         | bieg na 100 m      | półfinał   | 11,08 |
| 2022 | Mistrzostwa świata                                    | Eugene         | sztafeta 4 × 100 m | eliminacje | 43,19 |
| 2022 | Mistrzostwa Europy                                    | Monachium      | bieg na 100 m      | 4. miejsce | 11,18 |
| 2022 | Mistrzostwa Europy                                    | Monachium      | sztafeta 4 × 100 m | 2. miejsce | 42,61 |
| 2023 | Halowe mistrzostwa Europy                             | Stambuł        | bieg na 60 m       | 2. miejsce | 7,09  |
| 2023 | Mistrzostwa Świata                                    | Budapeszt      | bieg na 100 m      | 6. miejsce | 10,97 |
| 2023 | Mistrzostwa Świata                                    | Budapeszt      | sztafeta 4 × 100 m | 5. miejsce | 42,66 |
| 2024 | Halowe mistrzostwa świata                             | Glasgow        | bieg na 60 m       | 2. miejsce | 7,00  |
| 2024 | World Athletics Relays                                | Nassau         | sztafeta 4 × 100 m | –          | DNF   |
| 2024 | Mistrzostwa Europy                                    | Rzym           | bieg na 100 m      | 2. miejsce | 11,03 |
| 2024 | Mistrzostwa Europy                                    | Rzym           | sztafeta 4 × 100 m | –          | DNF   |
| 2024 | Igrzyska olimpijskie                                  | Paryż          | bieg na 100 m      | półfinał   | 11,08 |
| 2024 | Igrzyska olimpijskie                                  | Paryż          | sztafeta 4 × 100 m | eliminacje | 42,86 |
| 2025 | Halowe mistrzostwa Europy                             | Apeldoorn      | bieg na 60 m       | 4. miejsce | 7,07  |
| 2025 | Halowe mistrzostwa świata                             | Nankin         | bieg na 60 m       | 4. miejsce | 7,09  |
| 2025 | I dywizja drużynowych mistrzostw Europy               | Madryt         | bieg na 100 m      | 2. miejsce | 11,13 |
| 2025 | I dywizja drużynowych mistrzostw Europy               | Madryt         | sztafeta 4 × 100 m | 5. miejsce | 42,84 |

## Rekordy życiowe
- bieg na 50 metrów (hala) – 6,12 (4 lutego 2025, Ostrawa); rekord Polski
- bieg na 60 metrów (hala) – 6,98 (2 marca 2024, Glasgow); rekord Polski[20], 11. wynik w historii światowej lekkoatletyki, rekordzistka świata juniorów – 7,07 (12 lutego 2016, Toruń); rekordzistka kraju w kategorii juniorów młodszych – 7,46 (25 stycznia 2014, Spała)
- bieg na 100 metrów – 10,94 (16 lipca 2023, Chorzów, 14. Memoriał Kamili Skolimowskiej) 2. wynik w historii polskiej lekkoatletyki; 1 września 2019 w Berlinie czasem 11,07 ustanowiła rekord Polski U23, 21 sierpnia 2014 w Nankinie ustanowiła rekord Polski juniorów młodszych – 11,30, natomiast 21 lipca 2016 w Bydgoszczy wynikiem 11,12 ustanowiła rekord Polski juniorów
- bieg na 200 metrów – 23,79 (17 czerwca 2018, Linz)

## Progresja wyników w biegu na 100 metrów
| Rok  | 2011  | 2012  | 2013  | 2014  | 2015  | 2016  | 2017  | 2018  | 2019  | 2020  | 2021  | 2022  | 2023  | 2024  | 2025  |
| Czas | 11,97 | 12,02 | 11,54 | 11,30 | 11,24 | 11,12 | 11,24 | 11,23 | 11,07 | 11,24 | 11,20 | 11,05 | 10,94 | 10,99 | 11,08 |

## Odznaczenia
- Medal 100-lecia Odzyskania Niepodległości – 2019[21]

## Życie prywatne
Jej partnerem życiowym jest płotkarz Krzysztof Kiljan. Wcześniej była związana z kulomiotem Konradem Bukowieckim.